# 二木洵

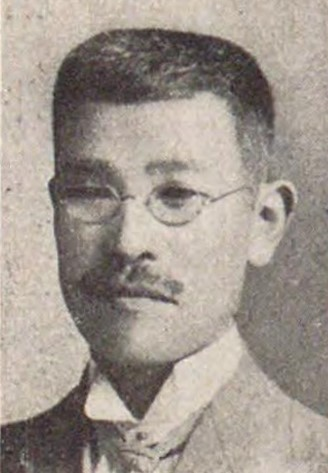
二木洵

二木 洵（ふたつぎ まこと、1874年（明治7年）11月25日 - 1936年（昭和11年）1月29日）は、日本の政治家・蚕種業者。衆議院議員。

## 来歴
筑摩県東筑摩郡和田町村（現長野県松本市）に窪田畔夫の次男として生まれる。東京物理学校を卒業後、明治31年（1898年）同郡本郷村の秋蚕種製造業者、二木秀一の養子となる。大正3年（1914年）片倉組の今井五介らとともに一代交雑種普及団を組織して新種の普及に努め、同5年（1916年）から東筑摩郡製糸同業組合長に就任する。同10年（1921年）製糸会社「筑摩社」を設立し社長となり、同15年（1926年）帝蚕倉庫の取締役となる。昭和3年（1928年）長野県蚕糸調査会の設立とともに委員となり、同5年（1930年）副会長となる。また同6年（1931年）長野県蚕種業組合長となる。その他、蚕糸中央会議員、松本自動車社長なども歴任した。
明治40年（1907年）東筑摩郡会議員、大正4年（1915年）長野県会議員となり、大正13年（1924年）第15回衆議院議員総選挙に当選した。